# Locomotiva manobreira

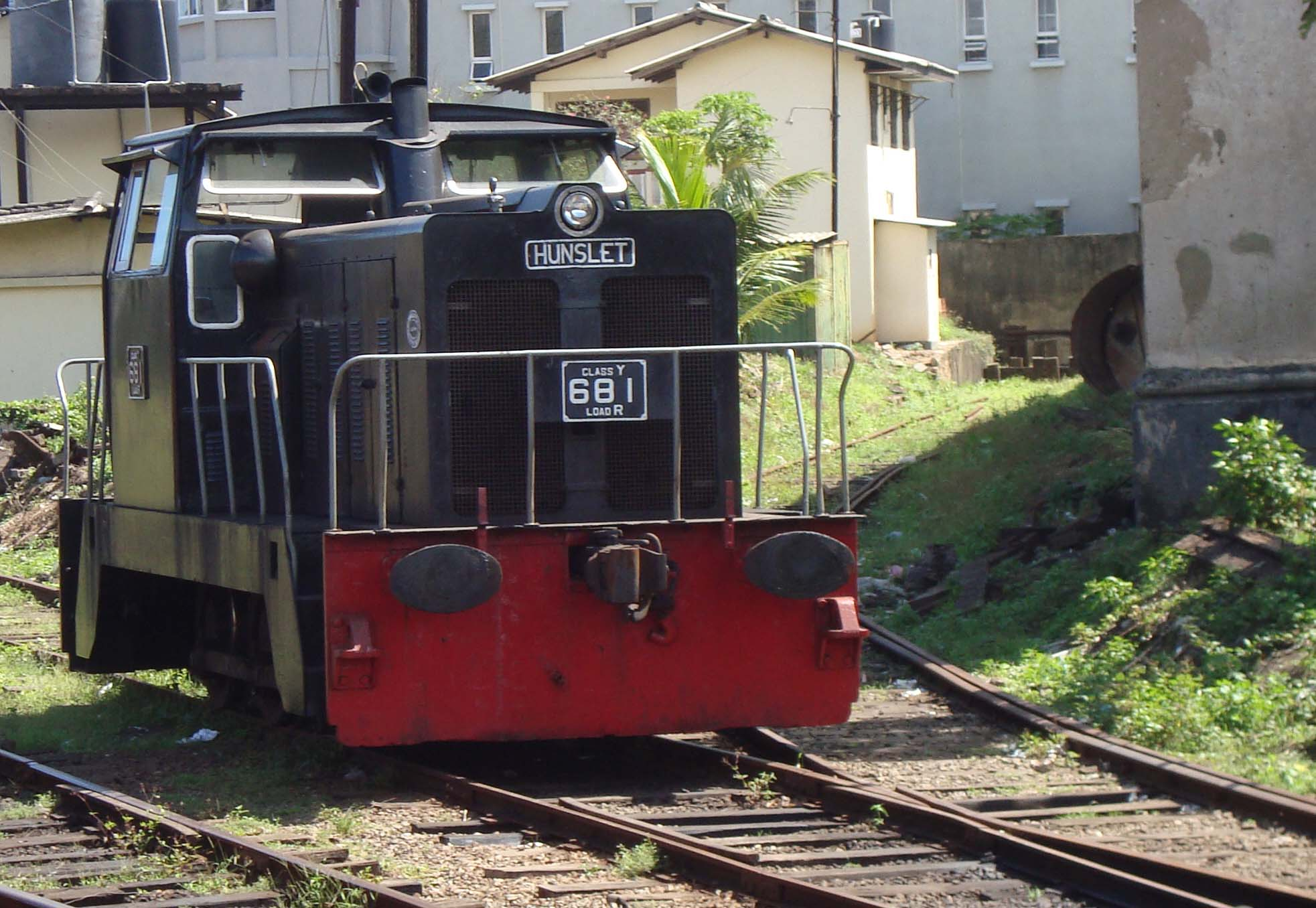
Exemplo típico de
locomotiva manobreira.

O termo locomotiva manobreira(pt-BR) ou locotrator(pt) (em inglês:  switcher locomotive; em francês:  locotracteur), em operações ferroviárias, designa um tipo específico de locomotiva, em geral mais curta que as normais, utilizada para conduzir material rodante no processo de acoplamento, que visa interligá-los ou separá-los de forma ordenada para compor ou desfazer um trem(pt-BR) ou comboio(pt).